# .ec
.ec je vrhovna internetska domena (country code top-level domain - ccTLD) za Ekvador. Domenom upravljaju EcuaNet i NIC.EC.

## Vanjske poveznice
- IANA .ec whois informacija  Arhivirana inačica izvorne stranice od 21. kolovoza 2008. (Wayback Machine)